# Ed Earle
Edwin "Ed" Earle (nacido el 28 de abril de 1927 en Chicago, Illinois y fallecido el 26 de marzo de 2009 en Park Ridge, Illinois) fue un jugador de baloncesto estadounidense que disputó dos partidos en la NBA. Con 1,91 metros de estatura, jugaba en la posición de alero. 

## Trayectoria deportiva

### Universidad
Jugó durante cuatro temporadas en los Ramblers de la Universidad de Loyola Chicago, en las que promedió 8,5 puntos por partido. En su temporada júnior colaboró con 9,4 puntos por partido en un año en el que alcanzaron la final del NIT tras derrotar en la segunda ronda al favorito número uno, Kentucky, cayendo en la final ante San Francisco. En su última temporada promedió 10,0 puntos, superando la barrera de los 1.000 puntos a lo largo de su carrera.

### Profesional
Tras terminar la universidad, jugó al sóftbol en su ciudad natal, hasta que en 1953 fichó por los Elmira Colonels de la ABL, donde jugó una temporada en la que fue uno de los jugadores más destacados del equipo, promediando 12,6 puntos por partido.
Al año siguiente fichó por los Syracuse Nationals de la NBA, con los que únicamente llegó a disputar dos partidos, en los que promedió 2,0 puntos y 1,0 rebotes.

## Estadísticas de su carrera en la NBA

### Temporada regular
| Temporada | Edad | Equipo             | Liga | Pos. | P | TIT | MIN | TC  | TCA | %TC  | 3P | 3PA | %3P | TL  | TLA | %TL  | R.OF. | R.DEF. | REB | ASIS | ROB | TAP | PER | FP  | PTS |
| 1953-54   | 26   | Syracuse Nationals | NBA  | PF   | 2 |     | 6.0 | 0.5 | 1.0 | .500 |    |     |     | 1.0 | 2.0 | .500 |       |        | 1.0 | 0.0  |     |     |     | 0.0 | 2.0 |
| Total     |      |                    | NBA  |      | 2 |     | 6.0 | 0.5 | 1.0 | .500 |    |     |     | 1.0 | 2.0 | .500 |       |        | 1.0 | 0.0  |     |     |     | 0.0 | 2.0 |